# Domenico Cimarosa
Domenico Cimarosa, född 17 december 1749 i Neapel, död 11 januari 1801 i Venedig, var en italiensk operakompositör.
Cimarosa fick sångundervisning av Manna och Sacchini, i kontrapunkt av Fenaroli, i dramatisk stil av Piccinni. Redan hans första opera, Le stravaganze del conte (1772), rönte ganska stor framgång, och nya verk (för Neapel, Rom och Venedig): La finta parigina (1773), L'italiana in Londra (1779), Giannina e Bernardone (1781), spred snart hans rykte över hela Europa.
År 1789 kallades han av Katarina II till Sankt Petersburg, och han skrev flera operor och andra kompositioner. Ur stånd att fördra det nordiska klimatet, tackade han 1792 ja till ett anbud av Leopold II om hovkapellmästarplatsen i Wien. Sistnämnda år skrev han där sitt mästerverk, operan Il matrimonio segreto (Det hemliga äktenskapet), (1851). I Paris undanträngde den Piccinni, och i Neapel gavs den 70 gånger efter varandra. Även i vår tid lever den på flera scener. 1793 återvände Cimarosa till Italien och komponerade sedan Le astuzie jemminili samt Gli Orazi e Curiazi, med flera. 
År 1798 lade han sig i de revolutionära rörelserna i Neapel och blev till följd därav fängslad och frigavs endast på uttrycklig förbön från åtskilliga europeiska hov. Genom sina lidanden i fängelset förstörd till sin hälsa, dog han, under det han var sysselsatt med att komponera operan Artemisia. Cimarosa betecknar höjdpunkten av den italienska buffan under 1700-talet. Sund livslust, glättigt behag och fin komik talar ur hans verk av denna art. Ett visst inflytande från Mozart är omisskännligt. I Stockholm gavs, utom Det hemliga äktenskapet: Italienskan i London (1795), Giannina och Bernardone (1796) samt Teaterdirektören (1799; L'impresario in angustie). Sammanlagt skrev Cimarosa 75 operor, förutom oratorier, mässor, kantater och smärre sångstycken. Hans byst (av Canova) restes 1816 i Pantheon i Rom.

## Några arbeten
- Rivaliserande kvinnor - Donne Rivali 1780
- Blondinen - Biondolina 1781
- Parisisk målare - Pittor Parigino 1781
- Två baroner rocca azzurra - Due baroni rocca azzurra 1783
- De av andra som bär kläder får snart avklädda - Chi dell'altrui si veste presto si spoglia 1783
- Villana erkänd - Villana riconosciuta 1783
- Artaxerxes - Artaserse 1784
- Fanatic prankster Fanatico burlato 1787
- Cleopatra Cleopatra 1789
- Traci älskare - Traci Amanti 1793
- åtagandet överskridits - impegno superato 1795

## Operor anslutning
- I tre amanti Parte primaParte seconda
- La villana riconosciuta
- Giannina e Bernardone
- Traci Amanti

## Operor
- Le stravaganze del conte (1772)
- La finta parigina (1773)
- I sdegni per amore (1776)
- I matrimoni in ballo (1776)
- La frascatana nobile (1776)
- I tre amanti (1777)
- Il fanatico per gli antiche Romani (1777)
- L'Armida immaginaria (1777)
- Gli amanti comici, o sia La famiglia in scompiglio (1778?)
- Il ritorno di Don Calandrino (1778)
- Le stravaganze d'amore (1778)
- Il matrimonio per industria (1778?)
- La contessina (1778)
- Il matrimonio per raggiro (1778/9?)
- L'italiana in Londra (1779)
- L'infedeltà fedele (1779)
- Le donne rivali (1780)
- Cajo Mario (1780)
- I finti nobili (1780)
- Il falegname (1780)
- L'avviso ai maritati (1780?)
- Il capriccio drammatico (1781?))
- Il pittor parigino (1781)
- Alessandro nell'Indie (1781)
- L'amante combattuto dalle donne di Punto (1781)
- Giunio Bruto (1781)
- Giannina e Bernardone (1781)
- Il convito (1782)
- L'amor costante (1782)
- L'eroe cinese (1782)
- La ballerina amante (1782)
- La Circe (1783)
- I due baroni di Rocca Azzurra (1783)
- La villana riconosciuta (1783)
- Oreste (1783)
- Chi dell'altrui si veste presto si spoglia (1783)
- Il vecchio burlato (1783)
- I matrimoni impensati (1784)
- L'apparenza inganna, o sia La villeggiatura (1784)
- La vanità delusa (1784)
- L'Olimpiade (1784)
- I due supposti conti, ossia Lo sposo senza moglie (1784)
- Artaserse (1784)
- Il barone burlato (1784)
- Li finti conti (1785)
- I fratelli papamosche (1785)
- Le statue parlante (1785)
- Il marito disperato (1785)
- La donna sempre al suo peggior s'appiglia (1785)
- Il credulo (1786)
- Le trame deluse (1786)
- L'impresario in angustie (1786)
- La baronessa stramba (1786)
- Gli amanti alla prova (1786)
- L'impostore punito (1786/7)
- Volodimiro (1787)
- Il fanatico burlato (1787)
- La felicità inaspettata (1788)
- La vergine del sole (1788?)
- La scuffiara (1788)
- La Cleopatra (1789)
- Il matrimonio segreto (1792)
- Sophie et Dorval [rev. Il matrimonio segreto]
- Il matrimonio per susurro
- La calamità dei cuori (1792/3)
- Contrattempi (1793)
- Amor rende sagace (1793))
- I traci amanti (1793)
- Il maestro di cappella (1793)
- Le astuzie femminili (1794)
- La pupilla astuta (1794)
- La serva innamorata (1794)
- Penelope (1795)
- Le nozze in garbuglio (1795)
- L'impegno superato (1795)
- La finta ammalata (1796)
- I nemici generosi (1796)
- Gli Orazi e i Curiazi (1797)
- Achille all'assedio di Troja (1797)
- L'imprudente fortunato (1797)
- Artemisia regina di Caria (1797)
- Attilio Regolo (1797)
- Le nozze di Lauretta (1797?)
- L'apprensivo raggirato (1798)
- Il secreto (1798)
- Semiramide (1799)
- Il conte di bell'amore
- L'arte contro l'arte (1800)
- Artemisia (1801)
- Il nuovo podestà (1802)
- Tiro Vespasiano (1821)
- La discordia fortunata
- L'ajo nell'imbarazzo
- Le donne vendicate
- Il cavalier del dente
- La Molinara

## Övriga verk i urval
- 88 sonater för cembalo eller pianoforte
- 2 symfonier
- 1 konsert för cembalo eller pianoforte och orkester
- 1 konsert för 2 flöjter och orkester
- 6 flöjtkvartetter
- 1 sextett för pianoforte, fagott och stråkkvartett
- Requiem
- La morte di Assalonne (oratorium) [rev. Gli Orazi e i Curiazi]